# 皇位
皇位（こうい）とは、皇帝・天皇の位。帝位（ていい）・天位（てんい）、聖祚（せいそ）、宝祚（ほうそ）ともいう。

## 概略

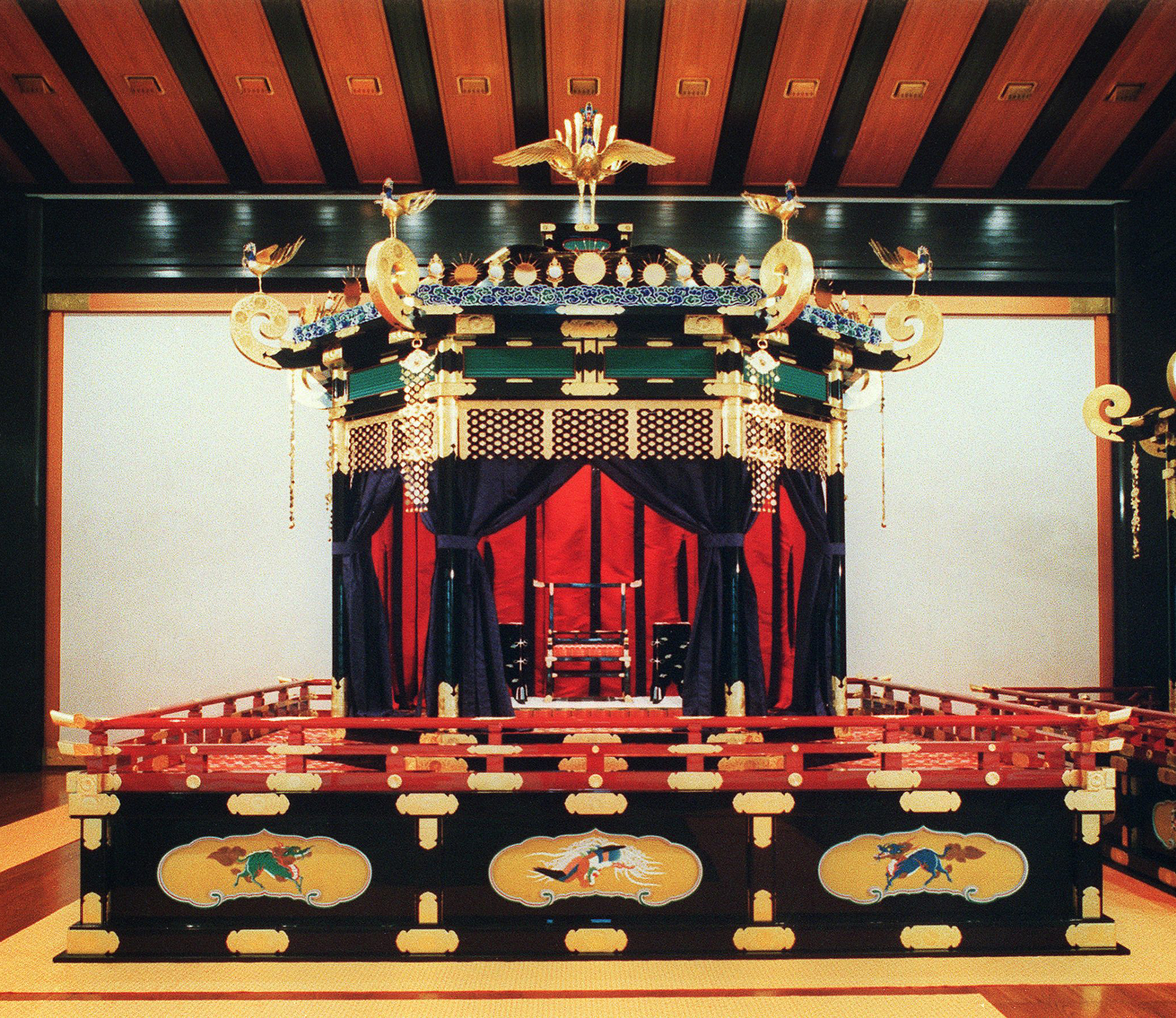
2020年（令和2年）現在の高御座。即位礼正殿の儀のために皇居宮殿正殿・松の間に運ばれた際に撮影

皇位は「御座居」（みくらい）の意味で、天皇の玉座である高御座に居るという意味である。前天皇から皇位を受け継ぐことを皇位継承、または「皇位を踏む」ともいう。古代では「日嗣（ひつぎ）」が皇位と同義語である。諸外国における国王・皇帝の地位を意味する王位・帝位に相当する。
皇位継承は、1889年（明治22年）に発布された大日本帝国憲法及び旧・皇室典範にて初めて明文化された。1947年（昭和22年）に施行された皇室典範では、皇位継承に関し、皇統（神武天皇の嫡流の男系子孫である血筋）に属する男系の男子が世襲するものと規定している。また、天皇が存命中に皇位を他者に譲ること（譲位）は認められていない（皇室典範第4条）。
古代中国及び日本より皇位を象徴するものとしていわゆる伝国璽、三種の神器が挙げられる。これらを前・天皇から受け継ぎ、所持することが正統たる天皇の証とされた。ただし、後鳥羽天皇のように三種の神器を持たなくても即位した例があるので、必ずしもこれらが皇位継承の絶対条件ではないことに注意する必要がある。北朝に代表される皇位継承は逆に、正統なものでないとすることもある。